# Cyberpunk (album)
Pour les articles homonymes, voir Cyberpunk (homonymie).
 (mars 2012).
Si vous disposez d'ouvrages ou d'articles de référence ou si vous connaissez des sites web de qualité traitant du thème abordé ici, merci de compléter l'article en donnant les références utiles à sa vérifiabilité et en les liant à la section « Notes et références ».
Albums de Billy Idol
Charmed Life
(1990) Greatest Hits
(2001)
Singles
1. Heroin
Sortie : 4 mai 1993
2. Shock to the System
Sortie : 8 juin 1993
3. Adam in Chains
Sortie : 1994
4. Wasteland
Sortie : 1994

Cyberpunk est le cinquième album studio du chanteur de britannique Billy Idol. Il s'agit d'un album-concept sorti en 1993 chez Chrysalis Records.

## Présentation
Inspiré par son intérêt personnel pour la technologie et ses premières tentatives d'utilisation de l'informatique dans la création de sa musique, Billy Idol a basé l'album sur la sous-culture cyberdélique de la fin des années 1980 et du début des années 1990. Entièrement expérimental dans son style, l'album est une tentative d'Idol pour prendre le contrôle du processus créatif dans la production de ses albums, tout en introduisant simultanément ses fans et d'autres musiciens sur les opportunités présentées par les médias numériques.
L'album présente un récit de style cyberpunk ainsi que des voix synthétisées et des influences industrielles.
Billy Idol est un des précurseurs dans le processus de promotion de l'album. Il s'agit notamment de son utilisation de l'Internet, du courrier électronique, des communautés virtuelles et des logiciels multimédias — chacun d'entre eux étant le premier pour une célébrité traditionnelle,. Idol a également basé son style vestimentaire, ses vidéos musicales et ses spectacles sur les thèmes et l'esthétique du cyberpunk.
Malgré l'échec critique et financier de l'album, Cyberpunk polarise les communautés Internet de son époque. Les détracteurs le considèrent comme un acte de cooptation et de commercialisation opportuniste. Il est également considéré comme faisant partie d'un processus qui voit la surutilisation du terme « cyberpunk » jusqu'à ce que le mot en perde son sens,. Alternativement, les partisans voient les efforts d'Idol comme inoffensifs et bien intentionnés, et l'encouragent dans son nouvel intérêt pour la cyberculture,.

## Liste des titres
Toutes les chansons sont écrites et composées par Billy Idol et Mark Younger-Smith, sauf annotations.
| 1.    | Intro (Opening Manifesto) (Gareth Branwyn, édité avec des ajouts par Idol, utilisé sous licence de Is There a Cyberpunk Movement?, 1992) | 1:02 |
| 2.    | Wasteland | 4:35 |
| 3.    | Interlude (Pre-Shock) | 0:19 |
| 4.    | Shock to the System | 3:34 |
| 5.    | Tomorrow People | 5:07 |
| 6.    | Adam in Chains (Idol, Robin Hancock) | 6:24 |
| 7.    | Neuromancer (Idol, Younger-Smith, Hancock, Ace Mackay-Smith, Greg Stump)                                                                 | 4:36 |
| 8.    | Power Junkie | 4:47 |
| 9.    | Interlude (That Which Beareth Thorns) | 0:27 |
| 10.   | Love Labours On | 3:53 |
| 11.   | Heroin (Lou Reed) (Reprise d'un titre original de The Velvet Underground)                                                                | 6:57 |
| 12.   | Interlude (Injection) | 0:23 |
| 13.   | Shangrila | 7:25 |
| 14.   | Concrete Kingdom | 4:52 |
| 15.   | Interlude (Galaxy Within) | 0:39 |
| 16.   | Venus | 5:47 |
| 17.   | Then the Night Comes | 4:37 |
| 18.   | Interlude (Before Dawn) | 0:26 |
| 19.   | Mother Dawn (Durga McBroom, Martin Glover) (Reprise d'un titre original de Blue Pearl)                                                   | 5:03 |
| 20.   | Outro (Recap) | 0:56 |
| 71:51 | |      |

## Crédits
| - Billy Idol : chant, claviers - Mark Younger-Smith : claviers, guitare, sitar - Robin Hancock : claviers - Doug Wimbish, Larry Seymour : basse - Tal Bergman : batterie - Jamie Muhoberac : orgue, claviers (additionnel) - Durga McBroom : chœurs | - Production, ingénierie, mixage : Robin Hancock - Arrangements, programmation : Billy Idol, Mark Younger-Smith, Robin Hancock - Ingénierie (additionnel) : Ross Donaldson - Mixage (assistant) : Ed Korengo, Mike Baumgartner - Mastering : Stephen Marcussen - Technicien : Chris Rugulo - Direction artistique : Henry Marquez - Artwork : Billy Idol, Sweet Briar Ludwig, Mark Frauenfelder, Gwen Mullen, Scott Hampton, Electronic Hollywood, Jaime Levy - Design : Michael Diehl - Photographie : Brett Leonard, Elisabeth Sunday, Greg Gorman, Peter Gravelle |